# ديف سبينس (سياسي)
ديف سبينس (بالإنجليزية: Dave Spence)‏ هو سياسي أمريكي، ولد في 28 فبراير 1958 في الولايات المتحدة. حزبياً، نشط في الحزب الجمهوري.